# Липняжка
Липня́жка — село в Україні, у Добровеличківській селищній громаді Новоукраїнського району Кіровоградської області. Населення становить 3721 особу (станом на 2022 рік).

## Географія
У селі річки Добра та Гах впадають у річку Сухий Ташлик.

## Назва та мікротопоніми
Назва села походить від назви урочища, яке Запорожці називали «Липняги». Це балка, яка тягнеться від нинішнього с. Володимирівки і доходить до річки Сухий Ташлик. В ті часи вона була густо заросла липами і саме тому це місце козаками Буго-Гардівської паланки називалося урочище «Липняги».
Село Липняжка історично багатонаціональне, про це свідчать назви частин села: «бендерщина» — поселенці з міста Бендери, «лубенщина» — переселенці з Лубен, «литовщина» — переселенці з Литви, «волощина» — переселенці волохи з Молдови.

## Історія
Липняжка заснована 1595 року на землях Запорізької Січі, вихідцями із «шляхетських» сіл, які розташовувалися в околицях міста Чернігова. Липняжка була козацьким зимівником, про що свідчать різні знахідки тих часів.
Через село Липняжку в травні 1648 року на Умань рухалися війська Богдана Хмельницького після переможного бою з поляками під Жовтими Водами.
Разом із заснуванням у 1754 році міста Єлисаветграда на території Липняжки були створені військові поселення.
У 1754—1759 й 1761—1764 роках село під назвою Красна входило до складу Новослобідського козацького полку.
У період масового заселення села (кінець 18 століття) козацькі традиції липняжчан продовжили і збагатили переселенці: росіяни, молдовани, болгари, білоруси та інші. До традиційних ремесел у Липняжці відносяться: ткацтво, вишивання, різьба по дереву, малярство. Роботи майстрів та майстринь народної творчості славилися не тільки в Україні, а й за її межами.
Станом на 1886 рік у селі, центрі Липнязької волості Єлизаветградського повіту Херсонської губернії, мешкала 3451 особа, налічувалося 664 дворових господарства, існували православна церква, винний склад та земська школа в якій навчалося 177 учнів (168 хлопчиків та 9 дівчаток). У 1901 році в селі була відкрита так звана міністерська двокласна школа в якій навчалися більше 300 дітей.. За 7 верст розташовувався сукновал.
26—27 січня 1920 року у Липняжці під час Зимового походу зупинявся на ночівлю Кінний полк Чорних Запорожців Армії УНР.
Не раз у часи української революції 1917—1921 років перебував у селі й головний український анархіст Нестор Махно. В 1922 році село було остаточно окуповано радянською владою. Було створено 11 колгоспів.
У роки голодомору за офіційною, заниженою статистикою в селі загинуло 360 осіб.
У роки другої світової війни до лав радянських військ з Липняжки було мобілізовано понад 800 осіб, з яких 302 загинули на фронтах війни, 143 були нагороджені бойовими орденами й медалями. За іншими даними було мобілізовано 1500 осіб, а безповоротні втрати склали 700 осіб. Про життя Липняжки у часи Другої світової війни можна прочитати в статті газети «День».
У 1972 році по балці р. Сухий Ташлик проводилися археологічні дослідження. За півтора кілометра на захід від Липняжки, на високому правому березі річки Сухого Ташлику виявлено два поселення трипільської культури, які датуються першим і другим тисячоліттями до н. е. А на відстані 3,5 км археологи знайшли поселення часів Черняхівської культури, яке датується IV—VI століттями н. е.
На 1972 рік у середній і двох початкових школах навчаються 462 дітей, працюють 37 вчителів. Є будинок культури на 600 місць, три бібліотеки з фондом 18 тис. книг, медична амбулаторія, 2 дитячі садки, побутова майстерня, 11 магазинів.
У 1974 році в Липняжці почалося будівництво Добровеличківського цукрового заводу, яке було завершене в 1986 році. Проектна потужність заводу передбачала обсяги переробки в 6 тис. тон цукру, хоча за фактом щодобові обсяги не перевищували 3 тис. тон. Для працівників заводу були споруджені містечко Цукроварів з декількох багатоповерхівок (загалом 920 квартир) та школа, а також: магазин, їдальня, фельдшерський пункт, пожежне депо, дитячий садок на 12 груп та клуб. У заводському містечку села Липняжка постійно мешкало близько 3000 осіб, це були переважно молоді сім'ї віком від 18 до 26 років направлені сюди на роботу з різних куточків СРСР.
Завод займав третє місце за обсягами виробництва цукру у всьому СРСР.
У 1992 році, коли керівництво України на все відпустило ціни, а на цукор регулювали, подорожчало паливо, у тому числі мазут. Собівартість буряка зросла, а ціни на цукор держава як і раніше вперто не хотіла відпускати. Так мешканці Липняжки поступово ставали боржниками перед господарствами за буряк. Борги росли, підприємство поступово зупинялося, і в грудні 1997 року цукрозавод став нездатним опалювати житлові будинки. У 2000 році було подано документи на визнання підприємства банкрутом.
2004 року завод повністю припинив виробництво, та був поступово знесений до 2014 року. Навколишня багатоповерхова забудова через брак робітничих місць та відсутність опалення перейшла у критичний стан, мешканці будинків поступово виїхали, на 2018 рік житловими з 920 квартир залишаються 59, де мешкає близько 100 осіб.
Колишній орган місцевого самоврядування — Липнязька сільська рада.

## Населення
Згідно з переписом УРСР 1989 року чисельність наявного населення села становила 4883 особи, з яких 2266 чоловіків та 2617 жінок.
За переписом населення України 2001 року в селі мешкало 4437 осіб.

### Мова
Розподіл населення за рідною мовою за даними перепису 2001 року:
| Мова       | Відсоток |
| ---------- | -------- |
| українська | 96,29 %  |
| російська  | 2,48 %   |
| молдовська | 0,66 %   |
| вірменська | 0,18 %   |
| білоруська | 0,05 %   |
| болгарська | 0,05 %   |
| румунська  | 0,05 %   |
| угорська   | 0,02 %   |
| інші       | 0,22 %   |

## Динаміка населення
| Рік              | 1886   | 1972   | 2001   | 2021 |
| ---------------- | ------ | ------ | ------ | ---- |
| Населення (осіб) | 3451 ▲ | 3175 ▼ | 4395 ▲ | 620▼ |

## Відомі люди
В селі народилися:
- Вірченко І. П.— кандидат технічних наук.
- Вовненко Тетяна Олександрівна — українська радянська діячка, завідувачка ферми колгоспу «Правда» Добровеличківського району. Депутат Верховної Ради УРСР 11-го скликання.
- Гойденко Ярослав Вікторович (* 1998) — молодший сержант Збройних сил України, учасник російсько-української війни.
- Денисенко Ганна Давидівна (1918—2005) — українська майстриня художнього ткацтва.
- Доній Микола Романович — професор, дослідник історії КПРС та КП(б)У, археограф, педагог.
- Єзан Сергій Якович — механізатор, Герой Соціалістичної праці.
- Єрмоленко Василь Пилипович (нар. 1937) — український художник.
- Силенко Іван Михайлович — полковник медичної служби, був. зав. відділом реанізмації Центрального госпіталю Чорноморського флоту, м. Севастополь.
- Шемендюк Петро Семенович — льотчик, Герой Радянського Союзу.
- Шустик Микола Олександрович — кандидат технічних наук, старший науковий співробітник, працював у закритому НДІ під Москвою у с. Нахабіно.